# Kwaśny deszcz

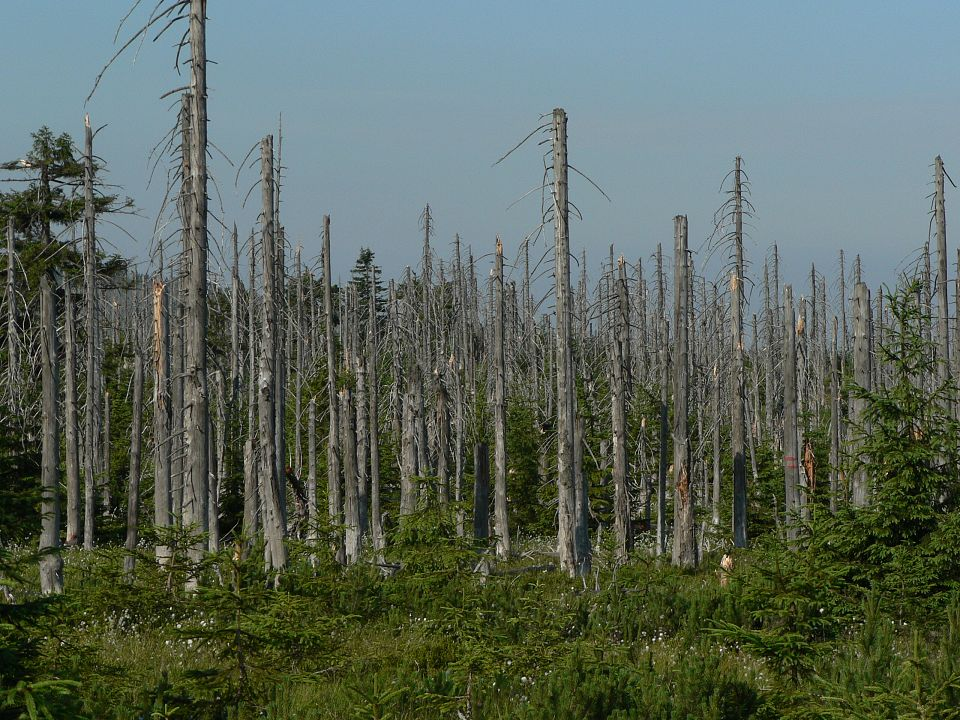
Uszkodzenia drzewostanu wywołane kwaśnymi deszczami w Czechach (Góry Izerskie)

Kwaśny deszcz – opad atmosferyczny o odczynie pH mniejszym niż 5,6, czyli mniejszym niż będące skutkiem zakwaszenia wody przez obecny w powietrzu dwutlenek węgla. Zawierają kwasy wytworzone w reakcji wody z pochłoniętymi z powietrza gazami, takimi jak dwutlenek siarki, trójtlenek siarki, tlenki azotu, siarkowodór, dwutlenek węgla, chlorowodór, wyemitowanymi do atmosfery w procesach spalania paliw, produkcji przemysłowej, wybuchów wulkanów, wyładowań atmosferycznych i innych czynników naturalnych. Zjawisko po raz pierwszy opisał w roku 1692 Robert Boyle w książce „A general history of the air” („Historia powietrza”), nazywając je „nitrous or salino-sulfurous spirits” („istoty azotowe lub solno-siarkowe”). Określenie „kwaśny deszcz” pojawiło się w roku 1872 w książce szkockiego chemika, Roberta Angusa Smitha (1817–1884), „Air and Rain: The Beginnings of Chemical Climathology” („Powietrze i deszcz: podstawy klimatologii chemicznej”).

## Skład chemiczny kwaśnego deszczu

### Związki siarki
Jednym ze składników kwaśnego deszczu jest siarka występująca w związkach chemicznych. Dwutlenek siarki dając kwas siarkawy obniża pH do 5. SO2 może też utleniać się do kwasu siarkowego. Szacuje się, że w wyniku działalności człowieka emitowanych jest do atmosfery na całym świecie 60–70 mln ton siarki rocznie, a najwięcej emitowano w ciągu ostatnich 50 lat. W tym samym czasie w wyniku działalności wulkanów i innych czynników naturalnych, uwalnia się do atmosfery drugie tyle. Jednak na obszarach wysoko uprzemysłowionych lub intensywnie zurbanizowanych człowiek jest odpowiedzialny za prawie całą emisję siarki.

### Związki azotu
Innym pierwiastkiem, którego związki chemiczne wywołują kwaśne deszcze jest azot. Źródłem emisji związków azotu są:
- pojazdy silnikowe
- elektrownie węglowe
- rolnictwo[9].

W porównaniu ze zmniejszającym się zanieczyszczeniem dwutlenkiem siarki zwiększa się znacznie udział tlenków azotu w zanieczyszczeniu powietrza. W latach 1990–2008 o 59% zmniejszono emisję tlenków siarki przez elektrownie w USA.

### Dwutlenek węgla
Dwutlenek węgla nieznacznie zakwasza opady dając w reakcji z wodą obniżenie pH do poziomu 5,6.

## Przemieszczanie się zanieczyszczeń
Wyemitowane gazy wędrują z masami powietrza na znaczną odległość, na przykład ze środkowego zachodu Stanów Zjednoczonych do lasów w New Hampshire.
Dwutlenek siarki i tlenki azotu tworzą z wodą kwasy o słabym stężeniu. Dzieje się tak, gdy rozpuszczają się w kropelkach wody w atmosferze. Wraz z opadami atmosferycznymi, zanieczyszczenia spadają na ziemię i roślinność w postaci opadu zwanego „depozycją mokrą”. Mogą jednak osiadać na cząsteczkach pyłu zawieszonego w powietrzu, które to cząsteczki z czasem opadają. Mówi się wtedy o „depozycji suchej”. 

## Skutki kwaśnego deszczu
Kwaśne deszcze wpływają na roślinność. Oddziaływanie zanieczyszczeń może być zarówno bezpośrednie, jak i pośrednie. To pierwsze, w przypadku drzew, uwidacznia się w postaci uszkodzeń igieł i liści. Wewnątrz nich uszkadzane są różne błony, co może spowodować zakłócenie w systemie odżywiania i w bilansie wodnym. Szczególnie narażone na negatywne skutki kwaśnych deszczów są drzewa iglaste.
Pośrednie uszkodzenia są następstwem zakwaszenia gleby. Zmniejsza się wówczas dostępność substancji odżywczych przy jednoczesnym zwiększeniu zawartości szkodliwych dla drzew metali rozpuszczonych w roztworze glebowym, jak np. aluminium (uwalnianych np. z blokujących je nierozpuszczalnych związków wapnia). Powoduje to uszkodzenie korzeni i zabicie flory grzybów mikoryzowych, co prowadzi do tego, że rośliny nie mogą pobrać wystarczających ilości pożywienia i zmienia się odczyn gleby. Ponadto zmniejsza się odporność roślin na choroby i owady. Tak osłabione drzewo atakują owady lub pasożytnicze grzyby niszcząc je doszczętnie. Podobnie dzieje się z innymi roślinami.
Kwaśne deszcze powodują również uszkodzenia różnych budynków, pomników i zabytków, ponieważ rozpuszczają wapień i cement.
Zanieczyszczenie powietrza nie pozostaje bez wpływu na zwierzęta, np. rozmnażanie ptaków żyjących przy brzegach zakwaszonych jezior jest zaburzone.
Zmiana składu roślinności spowodowana zanieczyszczeniami powietrza wywiera też wpływ na zwierzęta uzależnione od danego zbiorowiska roślinnego. Nie znajdują w nim właściwych dla siebie gatunków roślin, co może spowodować nawet niezdolność do rozmnażania.
Duża zawartość zanieczyszczeń w powietrzu oraz ogromne ilości emitowanych związków siarki i azotu doprowadziły w Europie Środkowej do poważnego pogorszenia stanu zarówno lasów, jak i gleb.
W RFN w 1985 r. ponad połowa lasów, o całkowitej powierzchni około 3,8 miliona hektarów, była mniej lub bardziej uszkodzona. To samo dotyczyło połowy lasów w Holandii, 1/3 w Szwajcarii, 1/4 w Austrii. Obumieranie lasów wskutek zanieczyszczeń powietrza jest poważnym problemem w Czechach i na Słowacji. Istnieją dane o tym, że około 1/3 lasów tych krajów jest uszkodzona, a 200 do 300 tysięcy hektarów drzewostanu w wyższych partiach górskich to martwy las.
Normalna woda deszczowa ma pH około 5,6. Deszcze o niższym pH uznaje się już za deszcze kwaśne.
Deszcz o rekordowo niskim pH (2,4) spadł w 1974 r. w Szkocji, był on kwaśniejszy od soku cytrynowego.
Kwaśne opady są tylko jednym z objawów zakwaszenia środowiska. Zakwaszenie wód – jezior i cieków wodnych – jest problemem ściśle związanym z zakwaszeniem gleby. Woda znajdująca się w jeziorach i ciekach wodnych pochodzi bowiem w 90% z wód, które tam się dostały po przejściu przez warstwę gleby, a tylko w 10% z opadów – śniegu i deszczu, który spadł bezpośrednio do wód lub spłynął po powierzchni gruntu.

## Metody przeciwdziałania
Najskuteczniejszą metodą ograniczania tlenków siarki zastosowaną w praktyce był handel emisjami zanieczyszczeń, wprowadzony w 1990 roku w Stanach Zjednoczonych. Do 2008 roku emisje tlenków siarki spadły o ponad 60% w stosunku do poziomu z 1980 roku oraz wystąpił zauważalny spadek zachorowań na choroby płuc i inne dolegliwości przez nie powodowane.
Rozwiązaniem dodatkowym jest odsiarczanie paliw i spalin. Według analizy przeprowadzonej przez OECD w 1981 r. emisja siarki mogłaby być zmniejszona o połowę w ciągu 10 lat, gdyby wykorzystano dostępne wówczas urządzenia do oczyszczania i odsiarczania. Podniosłoby to koszty energii przeciętnie o 3%.
Metodą zapobiegania emisji spalin zakwaszających powietrze jest również rozwój energetyki opartej na źródłach odnawialnych (np. energia wiatru, energia geotermalna, elektrownie wodne, energetyka słoneczna) oraz energetyki jądrowej.